# Trans-Semoysienne
La Trans-Semoysienne est une piste cyclable et piétonne utilisant l'ancien parcours de chemins de fer le long de la Semoy, de Monthermé à Les Hautes-Rivières. 

## Historique
À l'initiative de la communauté de communes Meuse et Semoy a été décidé en 2013 de réaliser une voie suivant le tracé de l'ancien chemin de fer dit « P'tit train de la Semoy », reliant Monthermé aux Hautes-Rivières. En 2014,il fut décidé de l'aménagement des berges en respectant l'environnement de procéder à la stabilisation de la chaussée. Deux passerelles sont posées afin de franchir la Semoy, une près du lieu-dit la Racine à Monthermé, l'autre à celui de Phades, la voie restant ensuite sur la même rive (droite) jusqu’aux Hautes-Rivières. Un bornage (« i-bornes ») est posé, une signalétique dirige le promeneur et l'informe sur l'histoire de la petite vallée. Les travaux sont terminés en 2015 et 2016 avec la pose du tarmac. La voie est inaugurée le 14 mai 2016,. 
Le coût total de l'opération est de 2 735 029 euros, financé à 50 % par la communauté des communes.

## Tracé
- Monthermé > Tournavaux (4,5 km)
- Tournavaux > Haulmé (1,5 km)
- Haulmé > Navaux (2 km)
- Navaux > Thilay (1 km)
- Thilay > Naux (1,8 km)
- Naux > Nohan-sur-Semoy (2,8 km)
- Nohan-sur-Semoy > Les Hautes-Rivières (2,5 km)

La Trans-Semoysienne permet une jonction avec la Trans-Ardennes des bords de Meuse.

## Villages traversés

### Monthermé
Lieu de départ et intersection vers la voie verte Trans-Ardennes

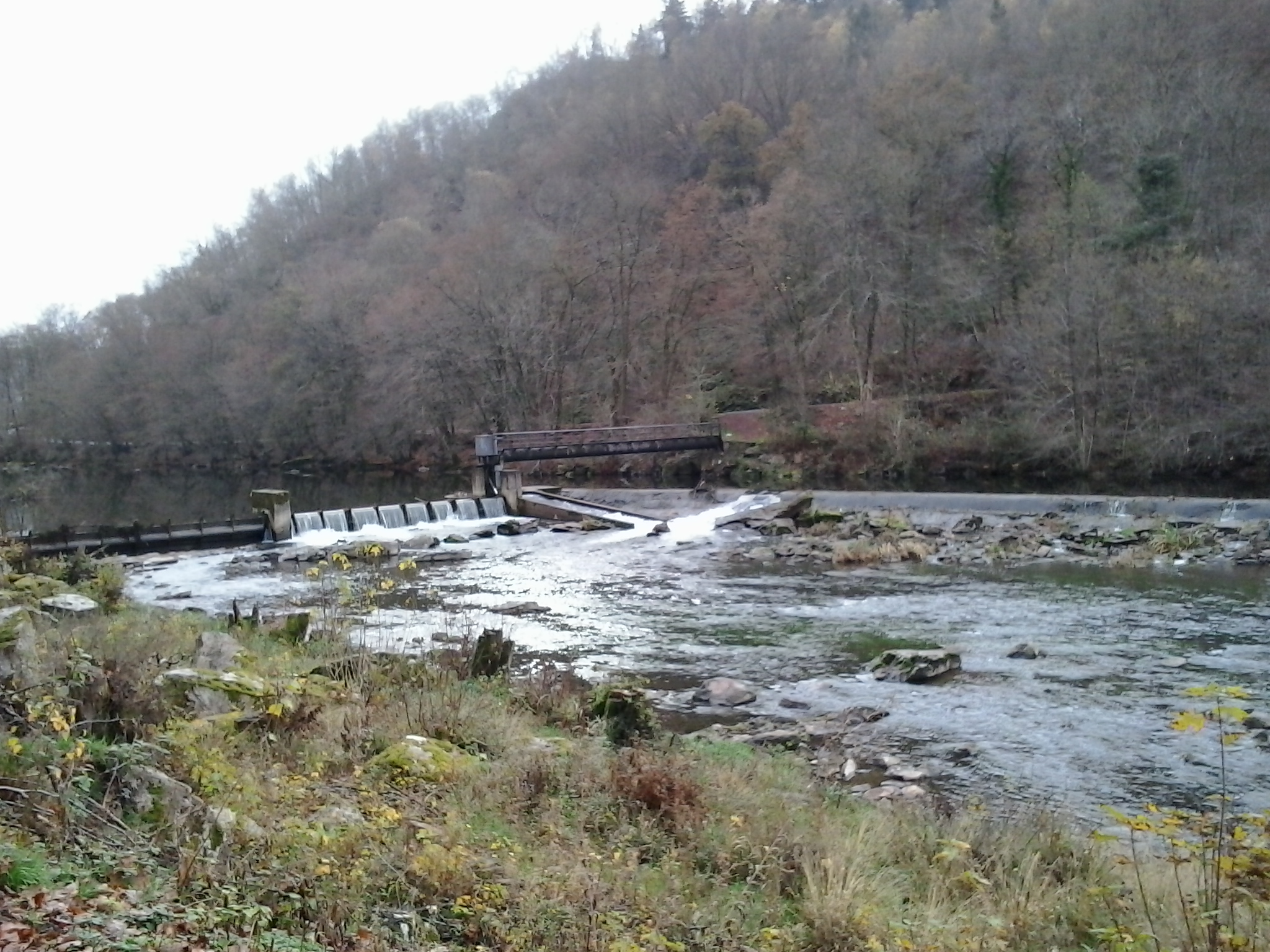
Rapides de Phades.
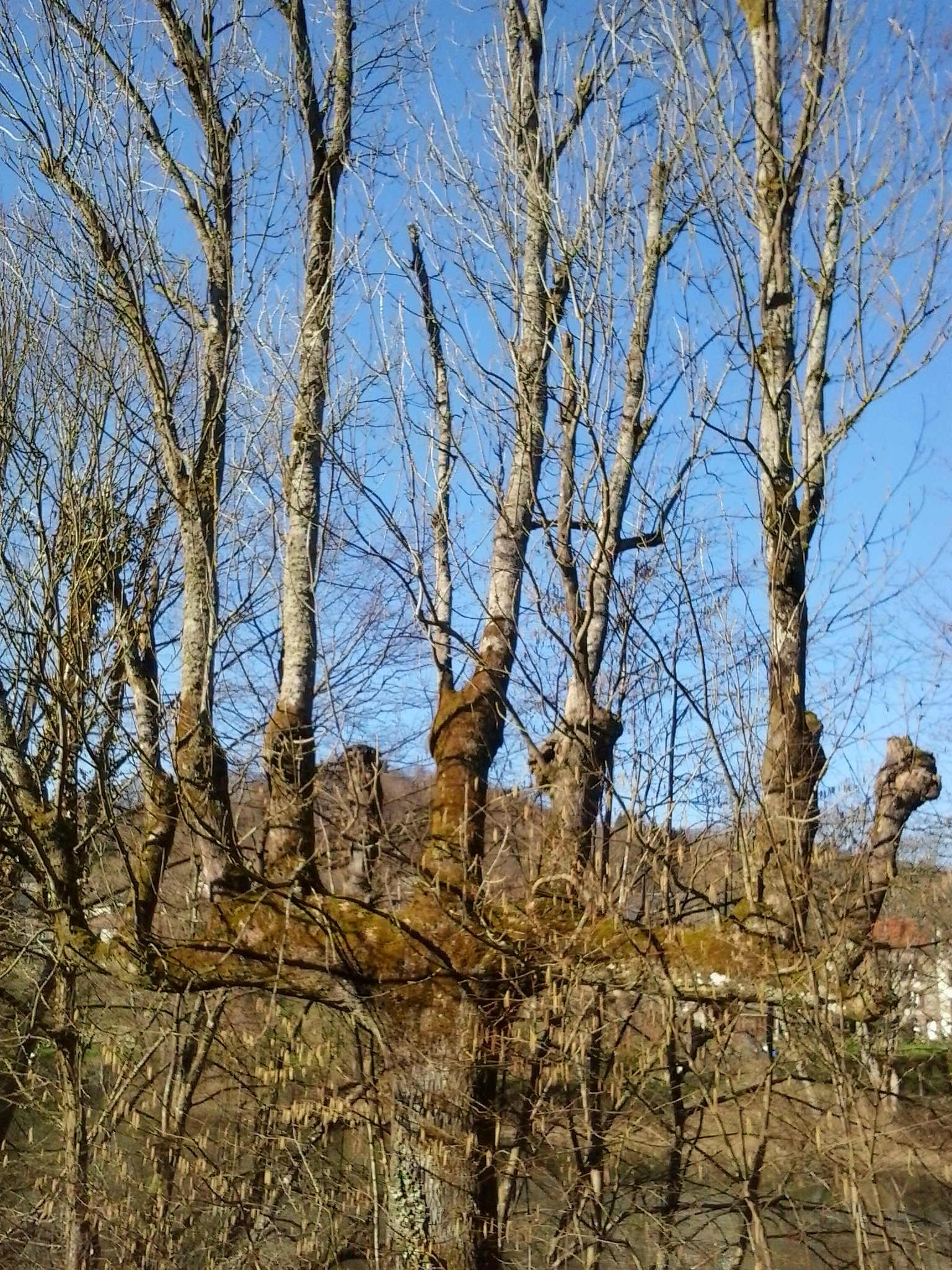
Fourche du diable.
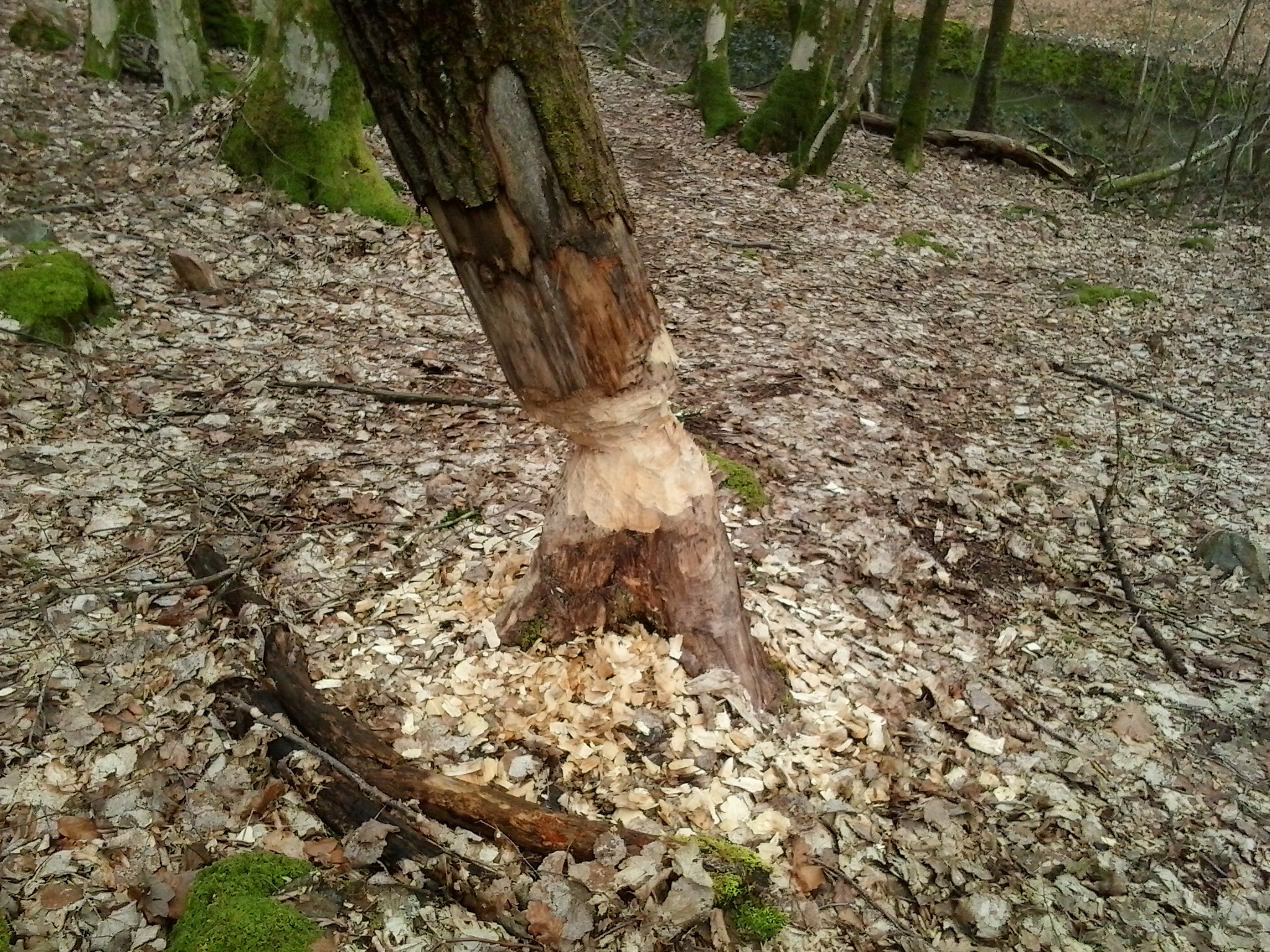
Travail de castor.

### Tournavaux

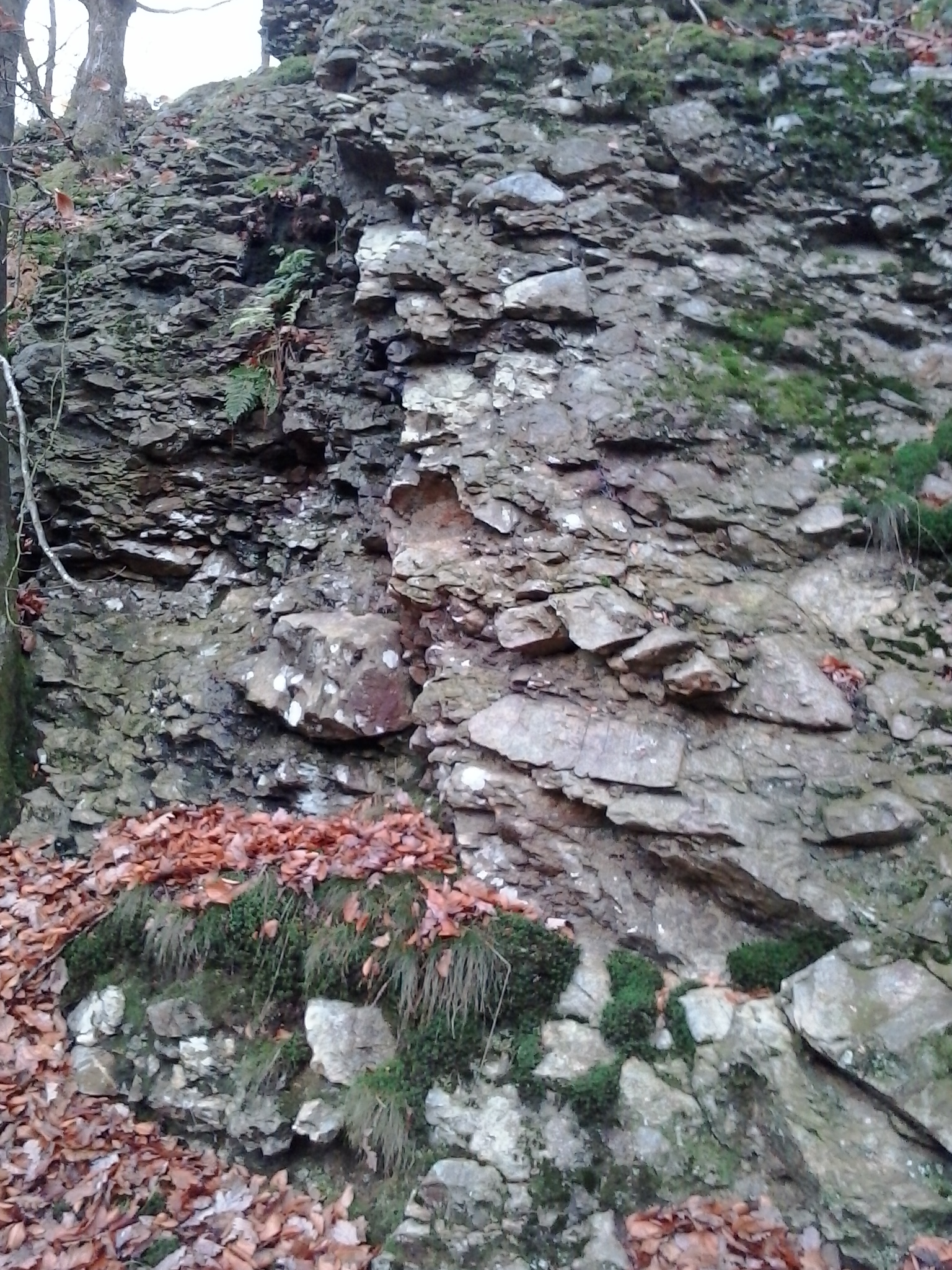
Poudingue de Fépin au lieu-dit de la Roche aux Corpias.
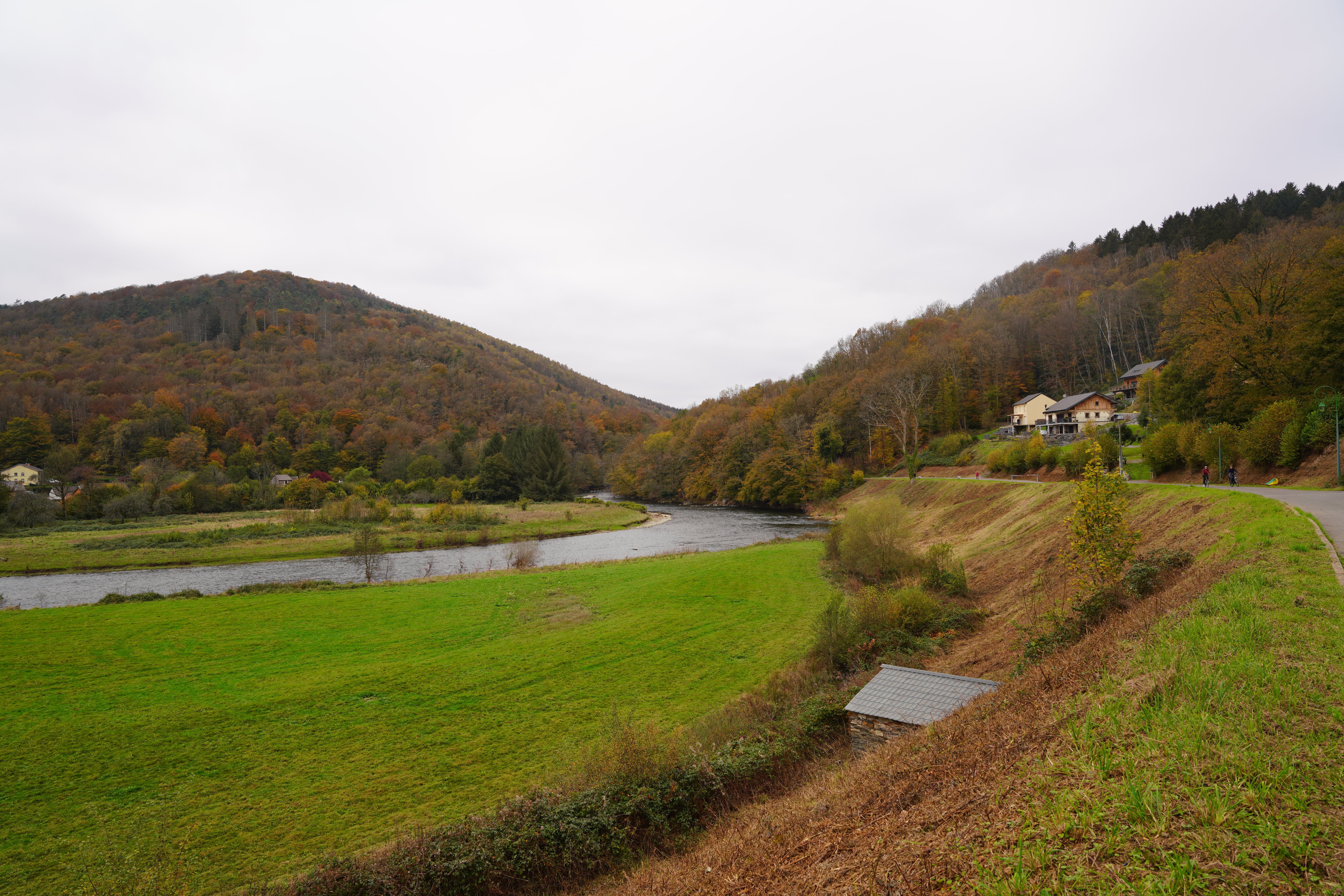
Sur la droite Tournavaux et le chemin de la trans-Semoysienne.

### Haulmé

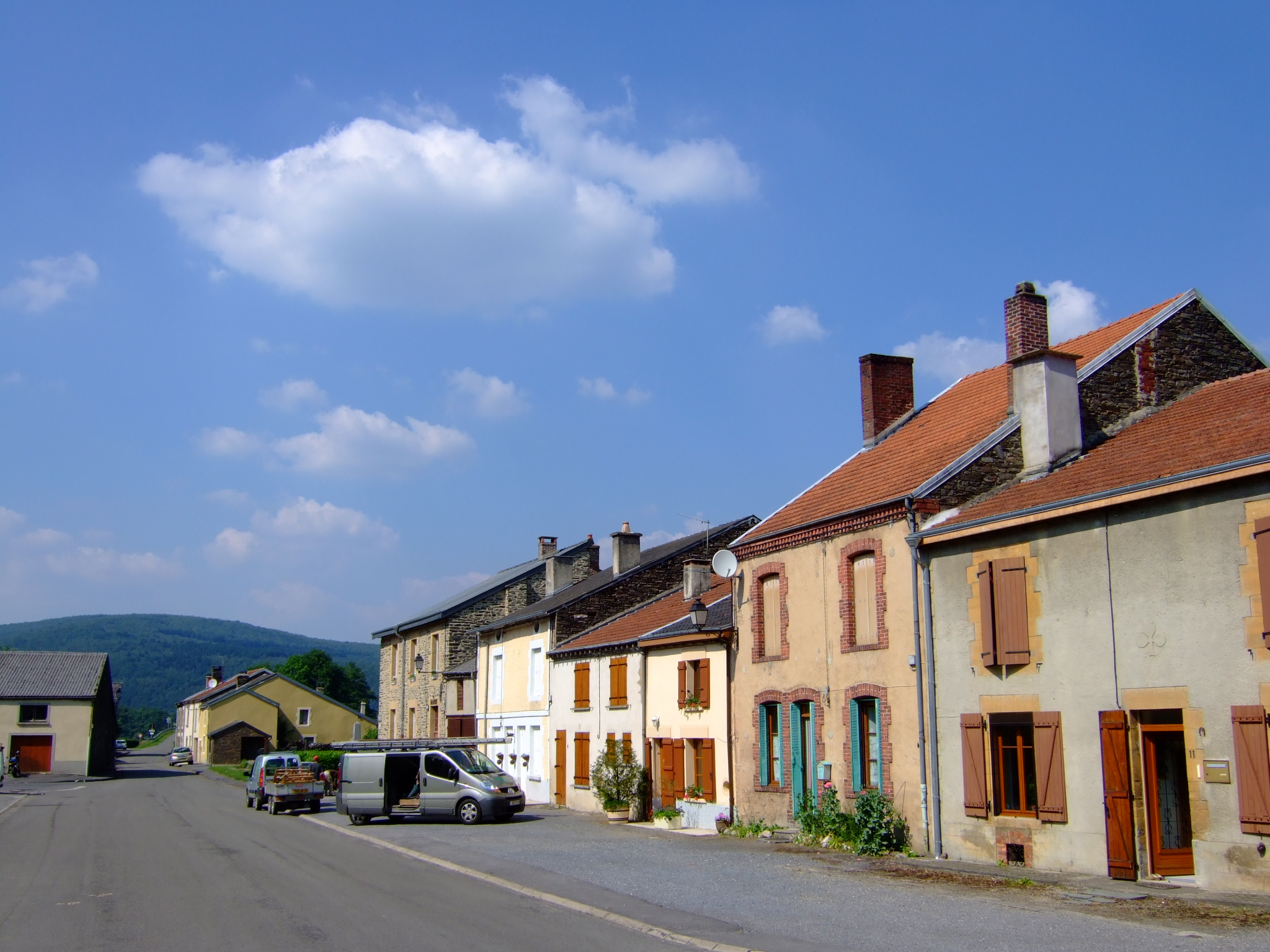
Haulmé.

### Thilay

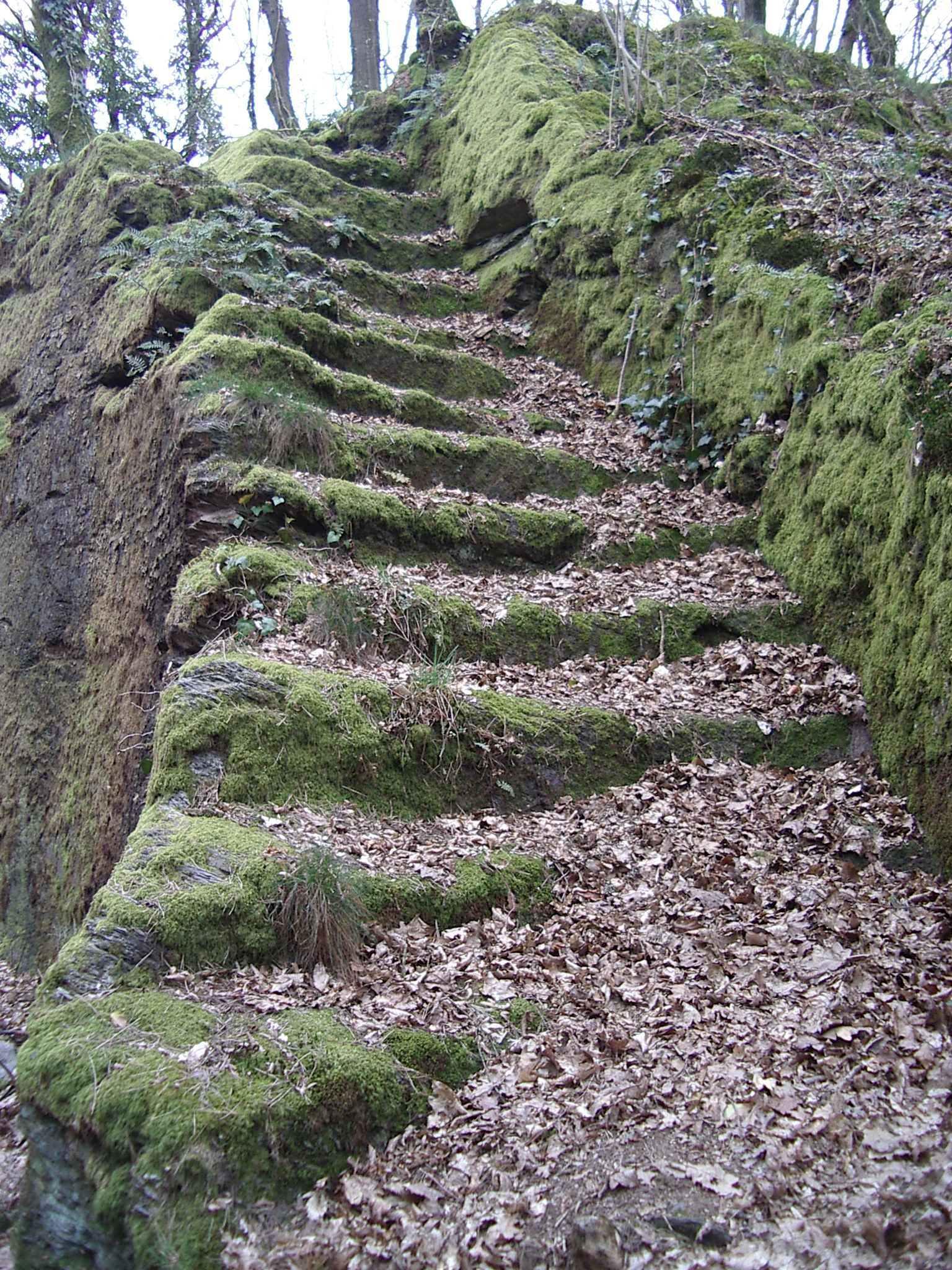
Chateau de Linchamps.
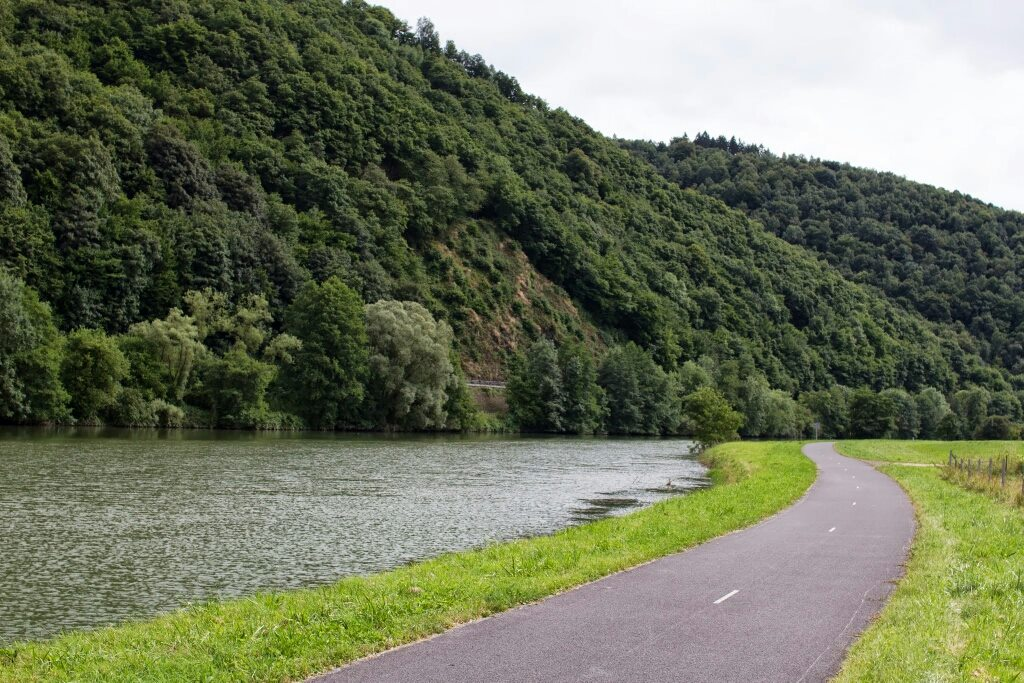
Voie verte.

### Naux

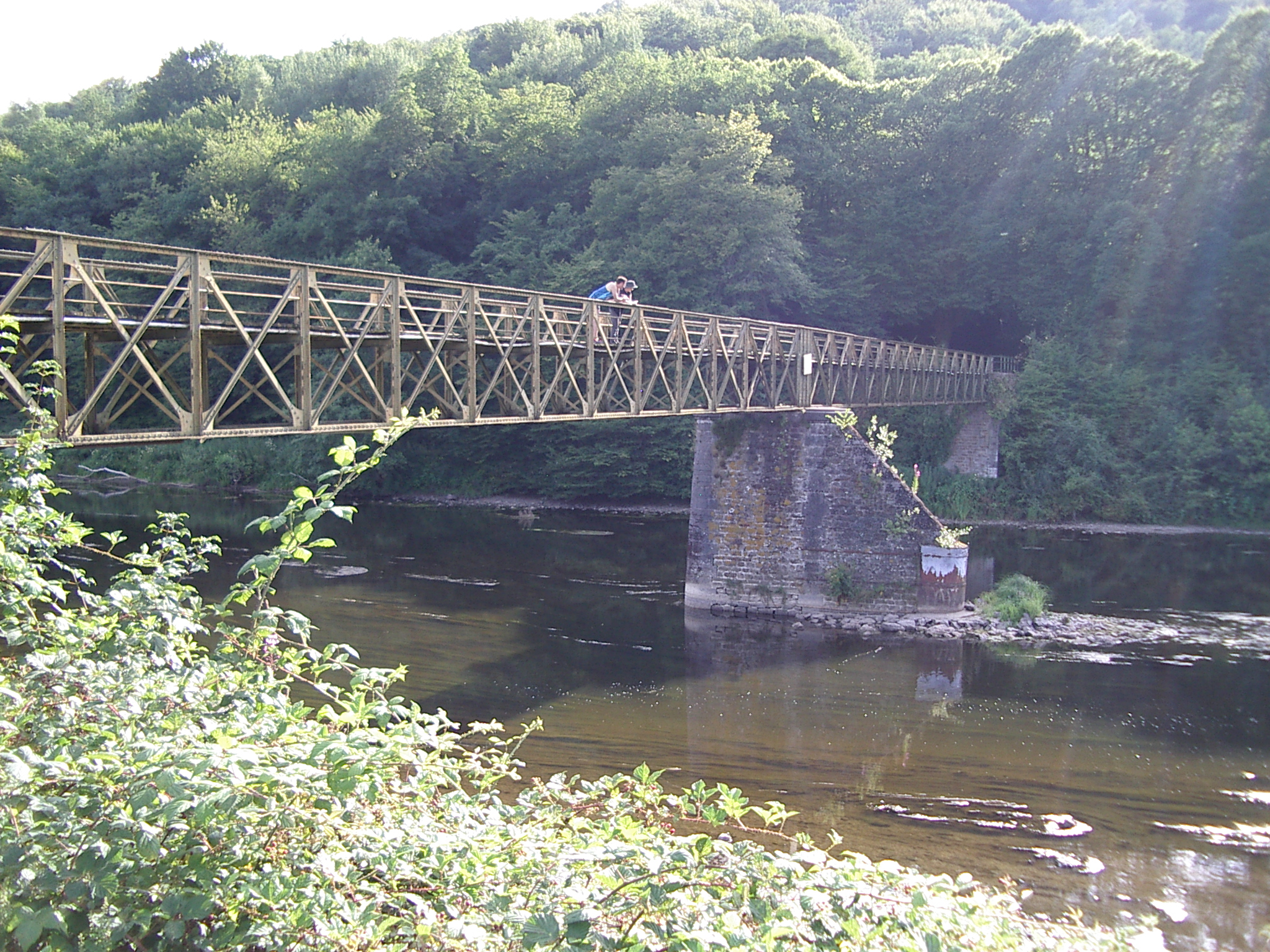
Passerelle de Naux.
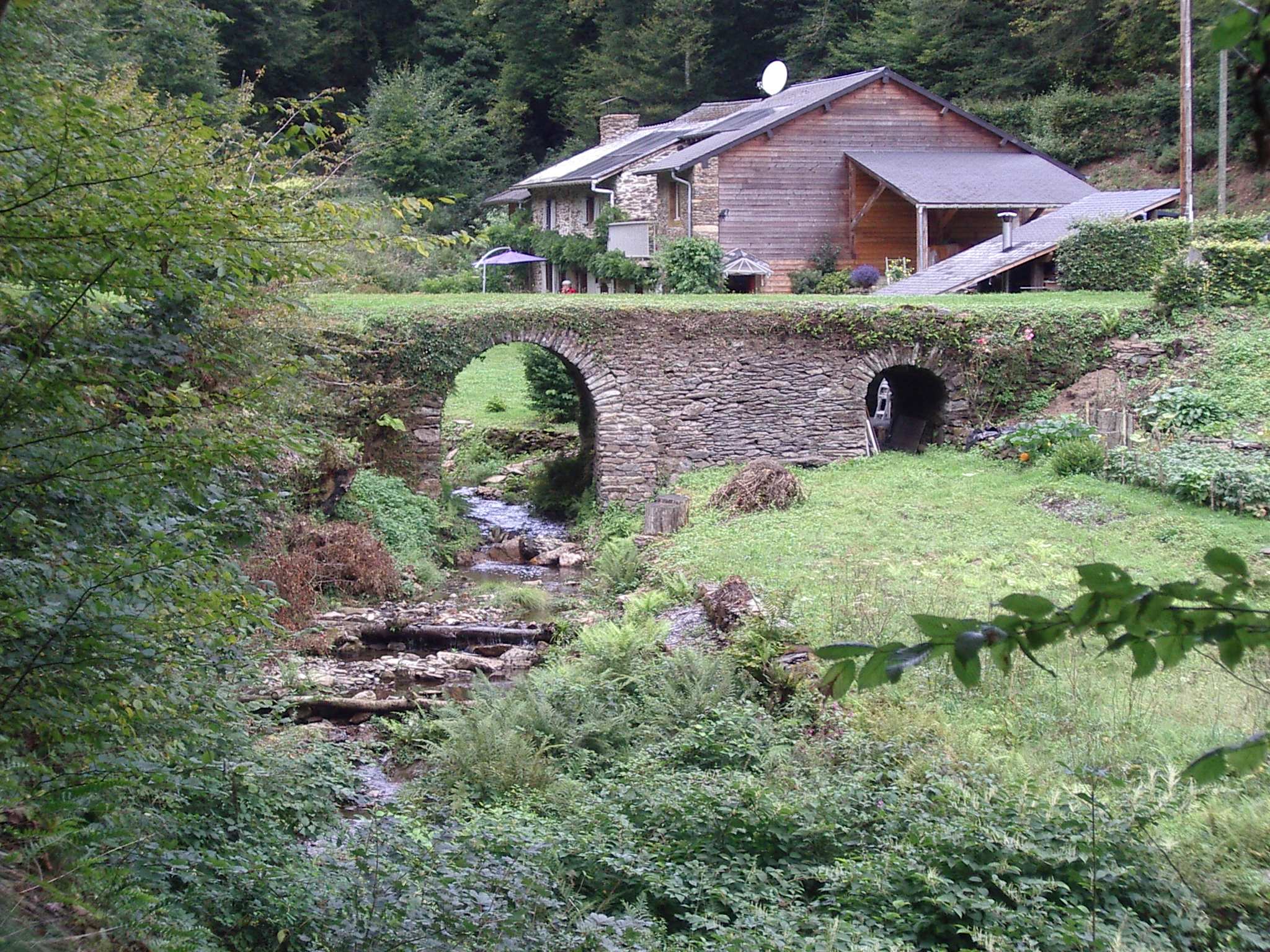
Vestige du Moulin.

### Nohan-sur Semoy

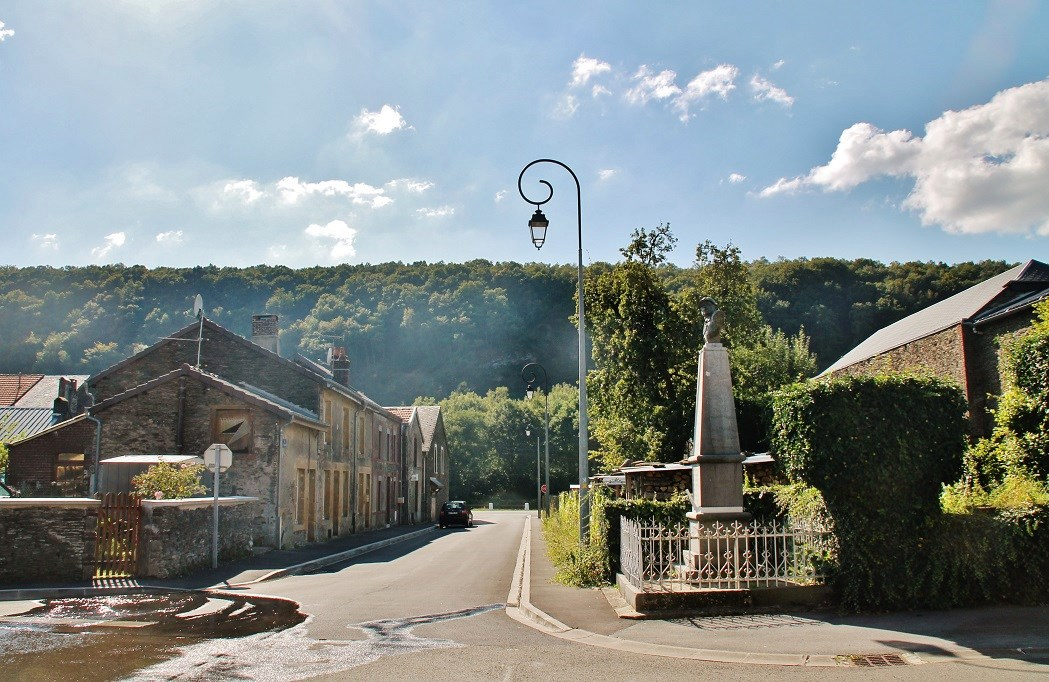
Nohan-sur Semoy.

### Les Hautes-Rivières
Point d'arrivée et direction vers la Belgique (RAVeL belge)

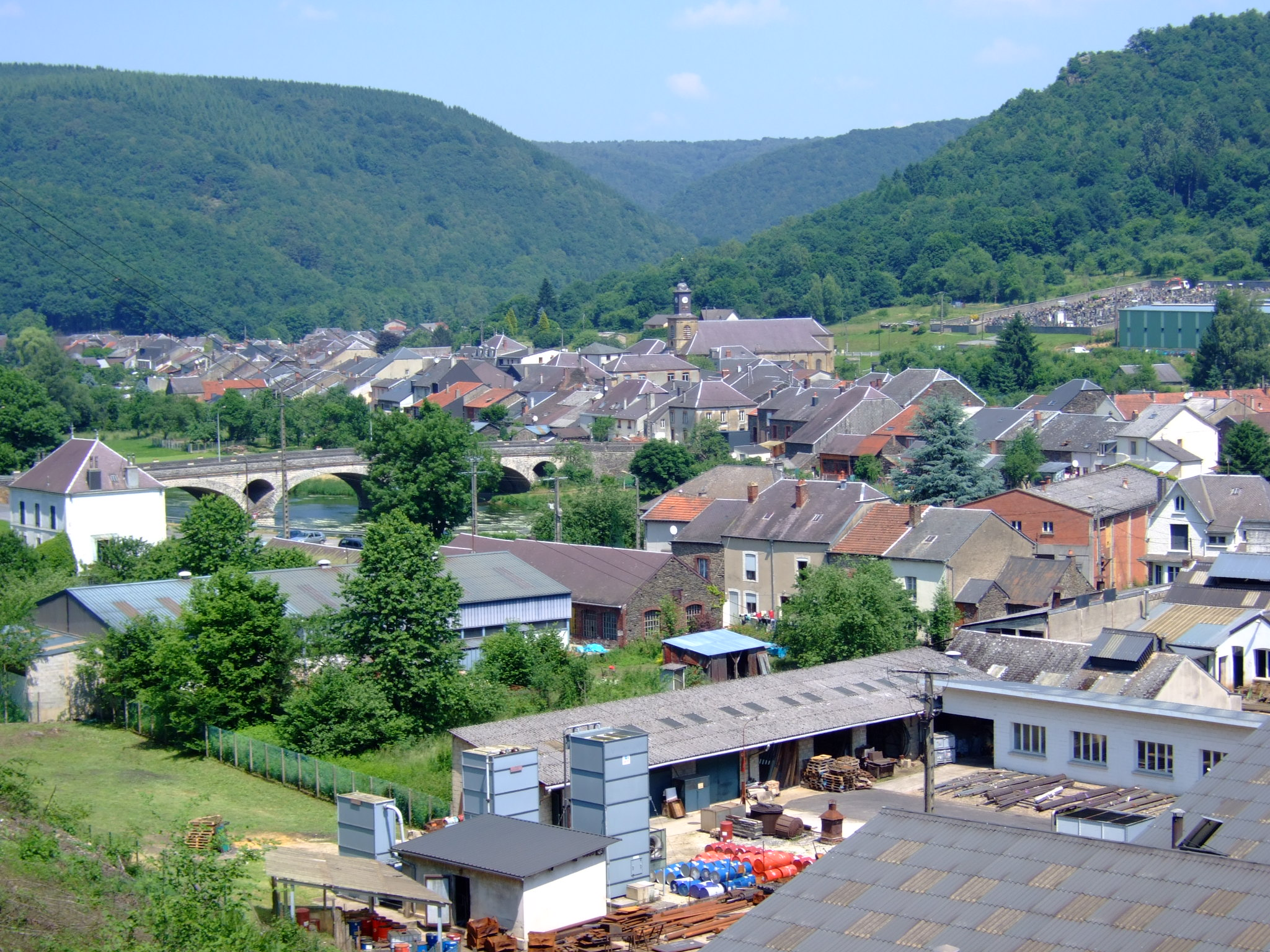
Les Hautes-Rivières.